# صيدا (فلسطين)
صيدا قرية فلسطينية من قرى محافظة طولكرم شمال الضفة الغربية، فلسطين. تقع إلى الشمال الشرقي من مدينة طولكرم على بعد 20 كم منها، كما تقع في الجهة الشمالية الشرقية لقرية علار ذكرها المقريزي باسم (سيدا) أقطعها الظاهر بيبرس إلى حسام الدين بن أطلس خان، ترتفع عن سطح البحر حوالي 350 م. تبلغ المساحة العمرانية للقرية حوالي 300 دونم، ومساحة أراضيها 5,100 دونم، وتحيط بأراضيها أراضي قرى كفر راعي، علار، النزلة الشرقية والنزلة الغربية. تزرع فيها الأشجار المثمرة كالزيتون.

## السكان
دخلت فلسطين وفود كبيرة عبر العصور من تجار وغيرهم؛ وذلك لموقعها الهام كنقطة وصل بين القارات، ومركز للحضارات والأديان. يبلغ عدد سكان صيدا حاليا حوالي 3,777 نسمة جميعهم من المسلمين وذلك حسب التعداد العام للسكان 2017 الذي أجراه الجهاز المركزي للإحصاء الفلسطيني.
| السنة      | (1922) | (1931) | (1945) | (1961) | (تعداد 1997) | (تعداد 2007) | (تقدير 2012) | (2017) |
| ---------- | ------ | ------ | ------ | ------ | ------------ | ------------ | ------------ | ------ |
| عدد السكان | 252    | 351    | 450    | 808    | 2,297        | 2,903        | 3,193        | 3,777  |